# Microsoft Safety Scanner
Der Microsoft Safety Scanner, kurz MSERT (von Microsoft Emergency Response Tool), ist ein kostenloser Scanner zur Ermittlung und Entfernung von Malware.
Das Programm läuft unter Windows 7 und Windows Server 2008 R2, Windows 8 und Windows Server 2012, Windows 8.1 und Windows Server 2012 R2, Windows 10 und Windows Server 2016, sowie Windows Server 2019.
Die erste Version des Safety Scanners wurde am 15. April 2011 als Nachfolger des eingestellten Windows Live OneCare Safety Scanner veröffentlicht.

## Umfang

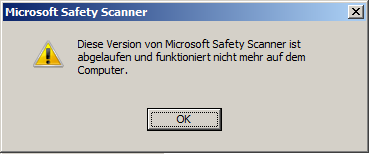
Meldung einer abgelaufenen Version

Der Microsoft Safety Scanner ähnelt in jeder Hinsicht stark dem Windows Tool zum Entfernen bösartiger Software und verwendet das gleiche GUI und sogar das gleiche Icon. Es handelt sich ebenfalls um eine einzelne, ausführbare Datei. Der Safety Scanner belegt in seiner aktuellen Version aber knapp viermal so viel Speicherplatz und kann nach dem Download nur eine beschränkte Zeit lang verwendet werden. Eine so hohe Erkennungssicherheit wie das Tool zum Entfernen bösartiger Software erreicht der Safety Scanner nicht, dafür ist die Anzahl der erkennbaren Schadprogramme höher. Der Download auf der offiziellen Microsoft-Website ist SHA-2-signiert. Standardmäßig ist der Safety Scanner kein Bestandteil von Windows.
Der MS Safety Scanner verwendet dasselbe Erkennungsmodul und die gleichen Malware-Definitionen wie Microsoft Security Essentials, bzw. die 2012 eingestellte Forefront Endpoint Protection. Die Definitionen sind aber auf die wichtigsten In-the-wild-Vertreter beschränkt.
Erhältlich ist das Scan-Tool in einer 32-Bit- und einer 64-Bit-Version. Es handelt sich um eine einzelne, ausführbare Datei, die direkt ausgeführt werden kann, und nicht installiert werden muss. Zehn Tage nach dem Download (Systemzeit) läuft das Programm ab und kann nicht mehr genutzt werden. Da eine neue Version nur im Abstand mehrerer Monate erscheint, wird der sehr kurz angesetzte Timer aber überwiegend als unnötig und lästig empfunden. Zur Entfernung vom System ist das Löschen der Datei ausreichend. Der Safety Scanner sendet Telemetriedaten an Microsoft.
Das Programm ist eine reine Scan-Engine mit Funktionen zur Bereinigung, und kein adäquater Ersatz für vollwertige Antivirus-Software. Der Safety Scanner bietet keinen Echtzeitschutz, keine Quarantäne, keine Möglichkeit zu einem Update und keine heuristische Erkennung. Der Scanvorgang muss manuell gestartet werden. Die Gesamtzahl der Virensignaturen ist zweckmäßig und praxisorientiert abgewogen. Der Safety Scanner beschränkt sich auf die verbreitetste, bekannteste und gefährlichste Malware, darunter:
- Spyware
- Adware
- Browser-Hijacker
- Viren
- Würmer
- Scripte
- Trojaner

Auch einige wenige MS-DOS-Viren werden erkannt und die EICAR-Testdatei. In der Liste der erkennbaren Malware befinden sich auch viele prominente Namen wie MyDoom, Stuxnet, Conficker oder WannaCry. Das hat wohl mehr werbetechnische Gründe, da es sich bei diesen alten Schadprogrammen nicht mehr um realistische Bedrohungen für moderne IT-Systeme handelt.

## Bedienung
Die Bedienung ist sowohl über das GUI als auch mit CMD-Befehlen möglich. In beiden Fällen ist sie knapp und einfach gehalten.
Der kumulative Einsatz zu einem bereits installierten Antivirenprogramm ist problemlos möglich. Normalerweise kommt es dabei zu keinen Störungen, es ist aber grundsätzlich ratsam, nicht zwei Suchläufe parallel zu starten. Als zusätzliche Absicherung ist das Tool daher prinzipiell geeignet. In Kombination mit Security Essentials ist der Safety Scanner nur situationsbedingt nützlich.
Nach einem Scanvorgang wird unter %SYSTEMROOT%\debug\msert.log eine Logdatei gespeichert.